# Henry J. Raymond

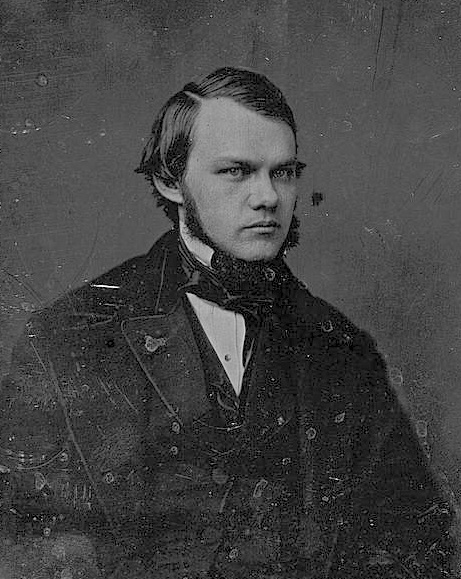
Henry J. Raymond

Henry Jarvis Raymond (* 24. Januar 1820 bei Lima, New York; † 18. Juni 1869 in New York City) war ein US-amerikanischer Publizist und Politiker (Republikanische Partei). 1851 gründete er die New York Times. Von 1850 bis 1851 war er Mitglied des Staatsparlaments von New York (zuletzt auch als dessen Präsident) und von 1854 bis 1856 dort Vizegouverneur. Von 1864 bis 1866 führte er den Vorsitz seiner Partei, für die er von 1865 bis 1867 auch im US-Repräsentantenhauses saß.

## Leben
1840 absolvierte er die University of Vermont. Nach seinem Studium wurde Raymond für zehn Jahre Mitarbeiter von Horace Greeley, der ab 1841 die Zeitung New York Tribune herausgab. 1851 gründete Raymond zusammen mit George E. Jones und Edward B. Wesley eine eigene Zeitung. Raymond war der Herausgeber (editor), Jones der Drucker (publisher), und Wesley der business manager. Am 18. September 1851 erschien im Verlag von Raymond, Jones & Co. die erste Ausgabe der New York Times (als The New York Daily Times). Raymond war bis zu seinem Tod Herausgeber und Haupteigentümer.
Raymond war Abgeordneter in der New York State Assembly von 1850 bis 1851 und in letzterem Jahr auch deren Sprecher. Er unterstützte die Sichtweise des radikalen Anti-Sklaverei-Flügels der Whig Party im Norden. 1854 gewann er gegen Greeley die Wahl zum Vizegouverneur. Das Amt hatte er zwei Jahre lang inne.
Zudem hatte er einen bedeutenden Anteil an der Bildung der Republikanischen Partei und war die Adresse für jene Leute, die von der Versammlung der Republikaner am 22. Februar 1856 in Pittsburgh aufgenommen wurden.  Während des Bürgerkrieges unterstützte er grundsätzlich die Politik Abraham Lincolns, obwohl er dessen Zögern missbilligte. Er war einer der ersten, die darauf drängten, die Menschen aus dem Süden mit Nachsicht und liberal zu behandeln. 1862 war er erneut Mitglied und Sprecher der New York State Assembly. 1865 war Raymond Delegierter zur Republican National Convention und wurde zum Mitglied und Vorsitzenden des Republican National Committee ernannt; darüber hinaus war er ein Mitglied des US-Repräsentantenhauses von 1865 bis 1867.
Am 22. Dezember 1865 wandte er sich gegen Thaddeus Stevens’ These von den „toten Staaten“ und argumentierte in Übereinstimmung mit dem Präsidenten, dass die Sezession null und nichtig sei und die Südstaaten keineswegs die Union verlassen hätten. Als Konsequenz dessen, trotz seiner Vormachtstellung in der Versammlung der Loyalisten (bzw. Nationalen Union) in Philadelphia im August 1866 und trotz seiner Autorenschaft der – von der Versammlung herausgegebenen – Erklärung ihrer Prinzipien, verlor er den Rückhalt in seiner Partei. Er wurde des Komitee-Vorsitzes 1866 enthoben und 1867 wurde seine Nominierung als Botschafter für Österreich, die er bereits abgelehnt hatte, vom Senat zurückgewiesen. Im selben Jahr zog er sich vom öffentlichen Leben zurück und widmete sich nur noch seiner Zeitungsarbeit bis zu seinem Tod 1869. Raymond war ein fähiger öffentlicher Redner mit geschliffener Sprache; eine seiner wohl bekanntesten Reden war ein Gruß an den ungarischen Führer Lajos Kossuth, dessen Anliegen er flammend verteidigte. Aber sein größtes Werk bestand darin, den Stil und den Grundton des amerikanischen Journalismus zu erhöhen.
Raymonds verstarb am  18. Juni 1869 durch Schlaganfall und hinterließ seine Frau und drei Kinder.

## Familie
Am 24. Oktober 1843 heiratet er Juliette Weaver (* 12. April 1822; † 13. Oktober 1914). Sie hatten vier Kinder.
- Sohn: Henry Warren Raymond (Rechtsanwalt;  *1847; † 1925)
- Tochter: Mary Elizabeth Raymond Mason (* 10. September 1849; † 13. Juni 1897)
- Tochter: Aimee Juliette Arteniese Raymond Schroeder (*1857; †1903)

## Werke
- Political Lessons of the Revolution. New York 1854
- Letters to Mr. Yancey. 1860
- A History of the Administration of President Lincoln. 1964
- The Life and Public Services of Abraham Lincoln. 1865.